# Silvia Dionisio
Silvia Dionisio (Roma, 28 settembre 1951) è un'attrice e modella italiana.
La sua carriera di attrice va dal 1965 al 1982; raggiunge l'apice negli anni settanta grazie alla partecipazione a film, come Amici miei e Ondata di piacere.

## Biografia
Figlia di un pediatra romano, debuttò nel cinema a soli 14 anni nel film Darling. Nel 1967 vince il concorso di bellezza Miss Teenager. Nel 1968, insieme a Marcella Rossano, è una delle vallette di Corrado in Su e giù (Sorrisi e Canzoni TV 12/1968). Nel 1970 Tonino Valerii adatta lo scandaloso romanzo di Milena Milani, La ragazza di nome Giulio, e offre il primo ruolo a Silvia. La sua carriera continuò con parti in film musicali a basso costo, con cantanti, come Mario Tessuto, Gianni Dei, Little Tony e Mal. Nel 1975 fu la protagonista di Ondata di piacere (film diretto da suo marito Ruggero Deodato), che consacrò la Dionisio come una delle più belle e raffinate icone erotiche del periodo. Il film ebbe problemi di censura e l'attrice, insieme al regista, il produttore ed altri attori, venne incriminata dalla Procura di Bolzano per oscenità; in seguito fu prosciolta con formula piena. Nello stesso anno interpretò il personaggio della Titti, l'adolescente amante del conte Raffaello Mascetti, interpretato da Ugo Tognazzi, nel film Amici miei di Mario Monicelli, dove appare anche in alcune scene di nudo, costante di quasi tutta l'ultima parte della sua filmografia.
Nel 1976 è la voce femminile nel brano Volo AZ 504 portato al Festival di Sanremo dal complesso degli Albatros capitanato da Toto Cutugno e in seguito ebbe notevole successo anche in Francia. Nel 1977 conduce sulla Rete Uno In due sulla scena, dedicato ai duo artistici, con I Vianella, Wess & Dori Ghezzi, i ballerini e coreografi Renato Greco e Maria Teresa Del Medico, i Crisma (poi Krisma), i pianisti Lucia e De Lucia. Appare sulle copertine di alcuni dischi 45 giri di musica dance a firma di Andrè Carr (pseudonimo di Vince Tempera) ed è ritratta anche sul 45 giri di Ennio Morricone intitolato El Mundial, sigla ufficiale dei Mondiali di calcio del 1978. Nel medesimo anno è la voce femminile nella canzone Profondamente deluso del tuo comportamento di Alberto Baldan.
Dalla metà degli anni settanta al 1981 Silvia Dionisio è presente in numerose commedie di buona fattura (Il... Belpaese, Il marito in collegio, Aragosta a colazione) e in alcuni polizieschi (tra i quali Uomini si nasce poliziotti si muore, del marito Deodato, dove ha una piccola parte anche la sorella Sofia, e Milano violenta di Mario Caiano), oltreché nel thriller erotico La ragazza del vagone letto. Nel 1980 è co-protagonista nelle commedie Ciao marziano di Pier Francesco Pingitore e Crema, cioccolata e... paprika, diretta da Michele Massimo Tarantini. Nel 1981 è protagonista del thriller Murder Obsession (Follia omicida), ultimo lavoro di Riccardo Freda, maestro del cinema gotico, che sarà la sua ultima partecipazione cinematografica. Torna sulle scene nel 1984 per interpretare uno spot pubblicitario per la Campari intitolato "Oh, che bel paesaggio!", diretto da Federico Fellini.

## Vita privata
Sul set di un film conobbe il regista Ruggero Deodato, che divenne suo marito il 5 dicembre 1971. I due divorziarono nel 1979. Da questa unione dell'attrice nacque un figlio, Saverio Deodato Dionisio, che diventerà pure lui attore.
Nel 1983 sposò un chirurgo romano, con il quale ebbe una figlia. 
Ha una sorella, Sofia, anche lei attrice.

## Filmografia

### Cinema
- Darling, regia di John Schlesinger (1965)
- Rita la zanzara, regia di Lina Wertmüller (1966)
- Pronto... c'è una certa Giuliana per te, regia di Massimo Franciosa (1967)
- Le grandi vacanze, regia di Jean Girault (1967)
- Eat It, regia di Francesco Casaretti (1968)
- Nude... si muore, regia di Antonio Margheriti (1968)
- Vacanze sulla Costa Smeralda, regia di Ruggero Deodato (1968)
- Lisa dagli occhi blu, regia di Bruno Corbucci (1968)
- Infanzia, vocazione e prime esperienze di Giacomo Casanova, veneziano, regia di Luigi Comencini (1968)
- Italiani! È severamente proibito servirsi della toilette durante le fermate, regia di Vittorio Sindoni (1969)
- Un detective, regia di Romolo Guerrieri (1969)
- Il commissario Pepe, regia di Ettore Scola (1969)
- Pensiero d'amore, regia di Mario Amendola (1969)
- Lacrime d'amore, regia di Mario Amendola (1970)
- La ragazza di nome Giulio, regia di Tonino Valerii (1970)
- Crystalbrain - L'uomo dal cervello di cristallo (Transplante de un cerebro), regia di Juan Logar (1970)
- Il prete sposato, regia di Marco Vicario (1971)
- La violenza: quinto potere, regia di Florestano Vancini (1971)
- L'arciere di fuoco, regia di Giorgio Ferroni (1971)
- Le eccitanti guerre di Adeline (À la guerre comme à la guerre), regia di Bernard Borderie (1972)
- Sgarro alla camorra, regia di Ettore Maria Fizzarotti (1973)
- L'erotomane, regia di Marco Vicario (1974)
- Il bacio di una morta, regia di Carlo Infascelli (1974)
- Dracula cerca sangue di vergine... e morì di sete!!!, regia di Paul Morrissey e Antonio Margheriti (1974)
- Amore mio spogliati... che poi ti spiego!, regia di Fabio Pittorru e Renzo Ragazzi (1975)
- Ondata di piacere, regia di Ruggero Deodato (1975)
- Amici miei, regia di Mario Monicelli (1975)
- Poliziotti violenti, regia di Michele Massimo Tarantini (1976)
- Paura in città, regia di Giuseppe Rosati (1976)
- Noi siam come le lucciole, regia di Giulio Berruti (1976)
- Milano violenta, regia di Mario Caiano (1976)
- Il comune senso del pudore, regia di Alberto Sordi (1976)
- Uomini si nasce poliziotti si muore, regia di Ruggero Deodato (1976)
- I soliti ignoti colpiscono ancora - E una banca rapinammo per fatal combinazion (Ab morgen sind wir reich und ehrlich), regia di Franz Antel (1976)
- I prosseneti, regia di Brunello Rondi (1976)
- Natale in casa d'appuntamento, regia di Armando Nannuzzi (1976)
- Il marito in collegio, regia di Maurizio Lucidi (1977)
- Il... Belpaese, regia di Luciano Salce (1977)
- L'inquilina del piano di sopra, regia di Ferdinando Baldi (1978)
- Riavanti... Marsch!, regia di Luciano Salce (1979)
- Aragosta a colazione, regia di Giorgio Capitani (1979)
- La ragazza del vagone letto, regia di Ferdinando Baldi (1979)
- Tranquille donne di campagna, regia di Claudio De Molinis (1980)
- Prima della lunga notte (L'ebreo fascista), regia di Franco Molè (1980)
- Ciao marziano, regia di Pier Francesco Pingitore (1980)
- Crema, cioccolata e... paprika, regia di Michele Massimo Tarantini (1981)
- Murder Obsession (Follia omicida), regia di Riccardo Freda (1981)

### Televisione
- Il triangolo rosso – serie TV, episodio 2x03 (1969)
- All'ultimo minuto – serie TV, episodio 2x04 (1972)
- Orlando furioso, regia di Luca Ronconi – miniserie TV, quarta puntata (1975)
- In due sulla scena, regia di Luigi Costantini – musicale (Rai 1, 1977)
- Racconti fantastici, regia di Daniele D'Anza – miniserie TV, episodio Ligeia forever (1979)
- La sconosciuta, regia di Daniele D'Anza – miniserie TV (1982)

## Doppiatrici
- Vittoria Febbi in Poliziotti violenti, Uomini si nasce poliziotti si muore, L'inquilina del piano di sopra, Tranquille donne di campagna
- Serena Verdirosi in Lisa dagli occhi blu, L'arciere di fuoco, Crema, cioccolata e... paprika
- Maria Pia Di Meo in Crystalbrain - L'uomo dal cervello di cristallo, Ondata di piacere
- Lorenza Biella in Il bacio di una morta, I soliti ignoti colpiscono ancora - E una banca rapinammo per fatal combinazion
- Melina Martello in Il marito in collegio, Aragosta a colazione
- Micaela Esdra in Lacrime d'amore
- Rita Savagnone in Paura in città
- Daniela Gatti in Amici miei
- Rossella Izzo in Il... Belpaese
- Emanuela Rossi in Riavanti... Marsch!
- Angiola Baggi in Il commissario Pepe
- Ludovica Modugno in Infanzia, vocazione e prime esperienze di Giacomo Casanova, veneziano

## Riviste
- Foto di Walter Torquati

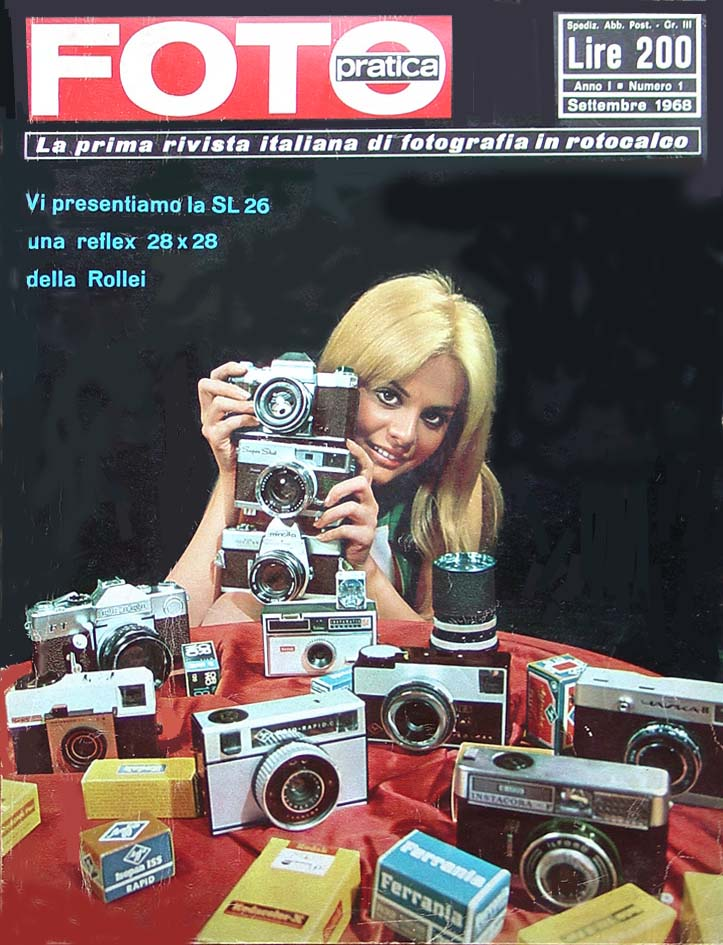
Foto pratica settembre 1968
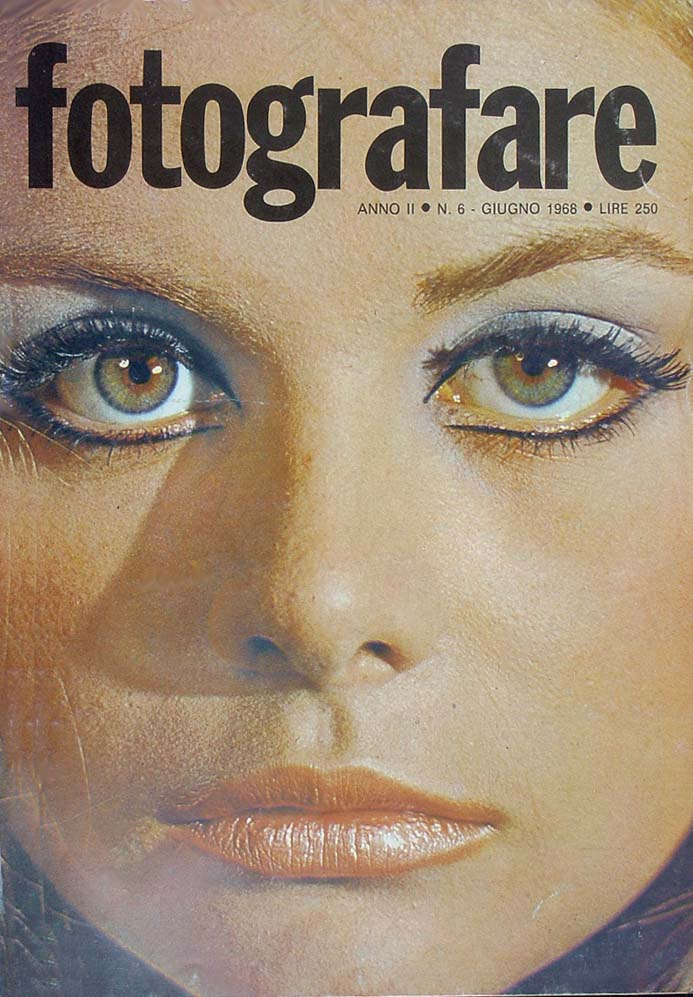
Fotografare giugno 1968
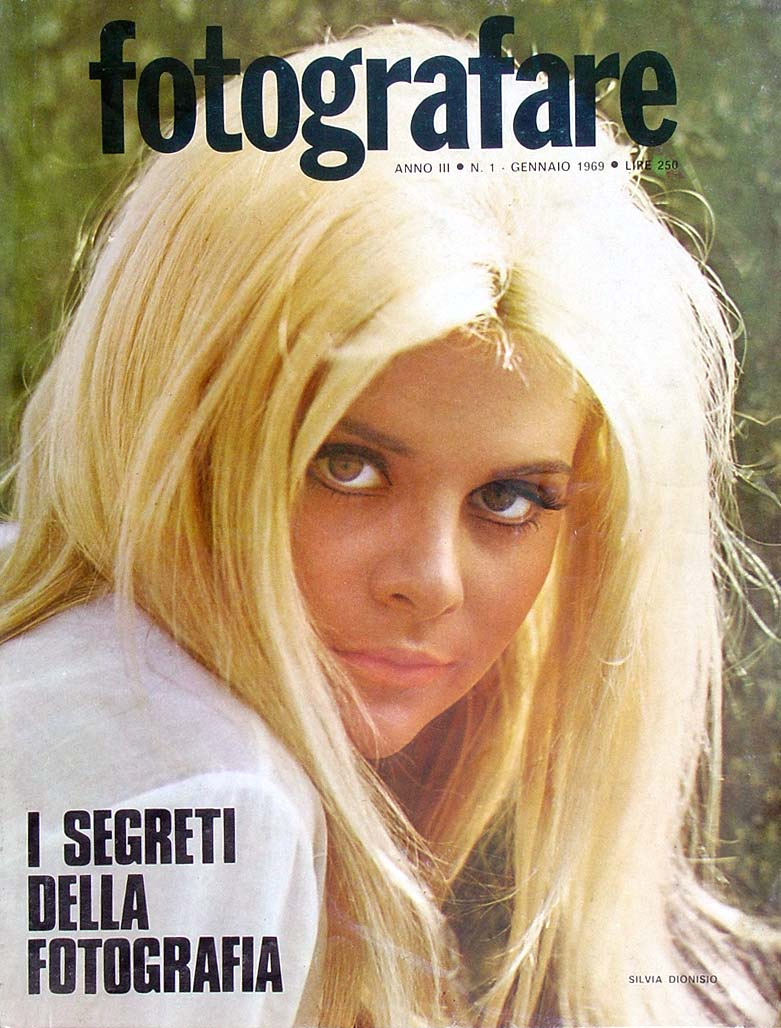
Fotografare gennaio 1969
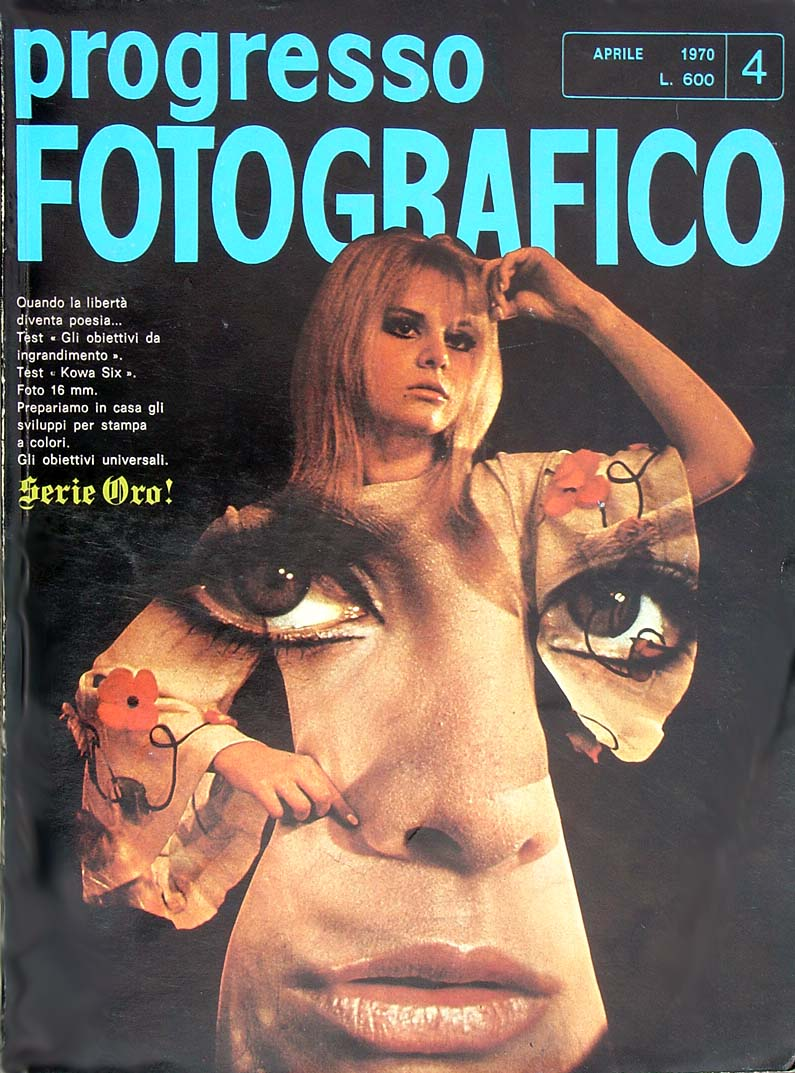
Progresso Fotografico aprile 1970
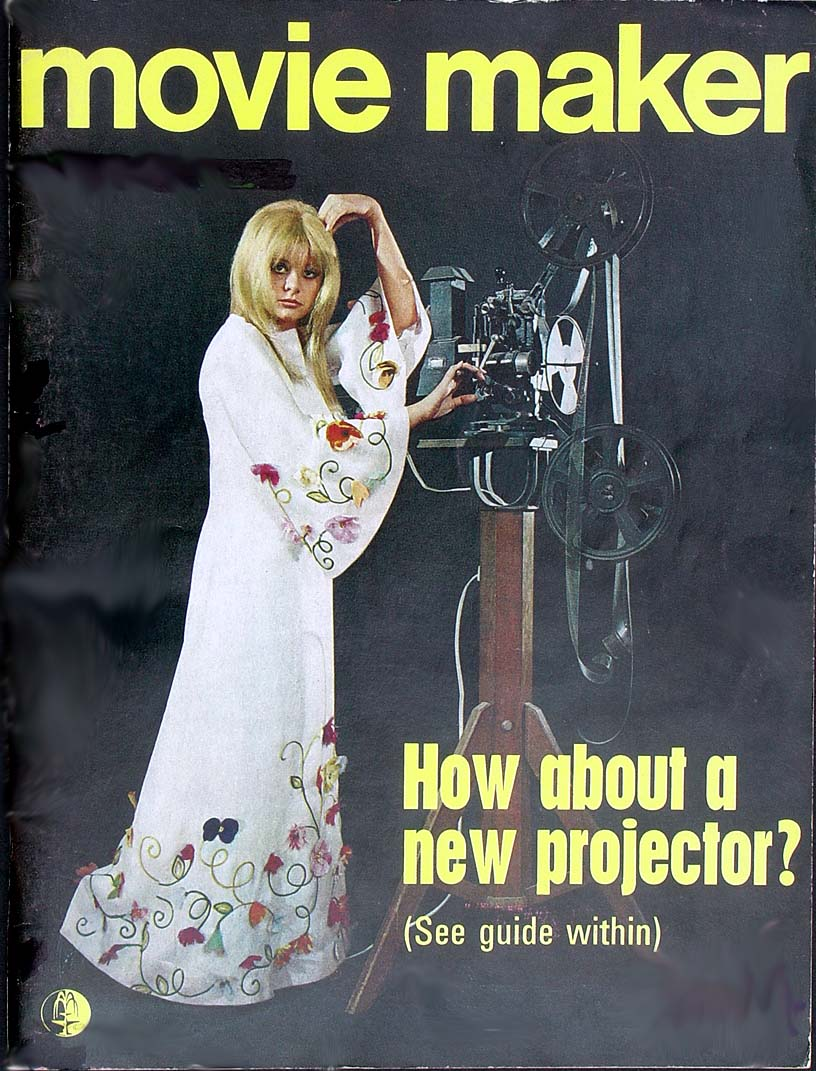
Movie Maker ottobre 1969
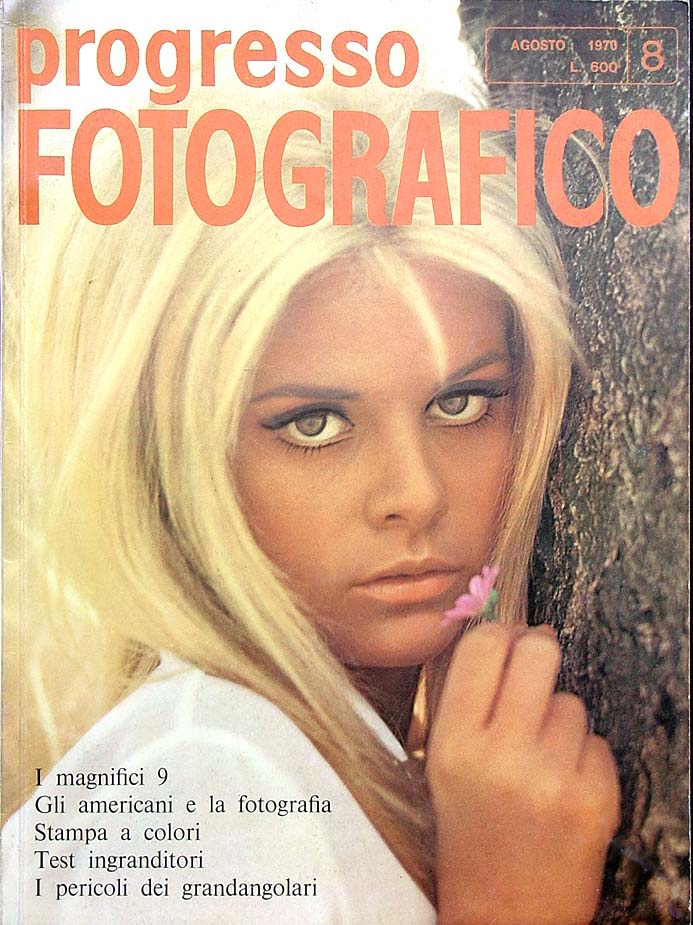
Progresso Fotografico agosto 1970

- Silvia Dionisio apparve due volte nell'edizione italiana della rivista Playboy: nell'agosto 1974 e nell'aprile 1976.